# Calmúquia

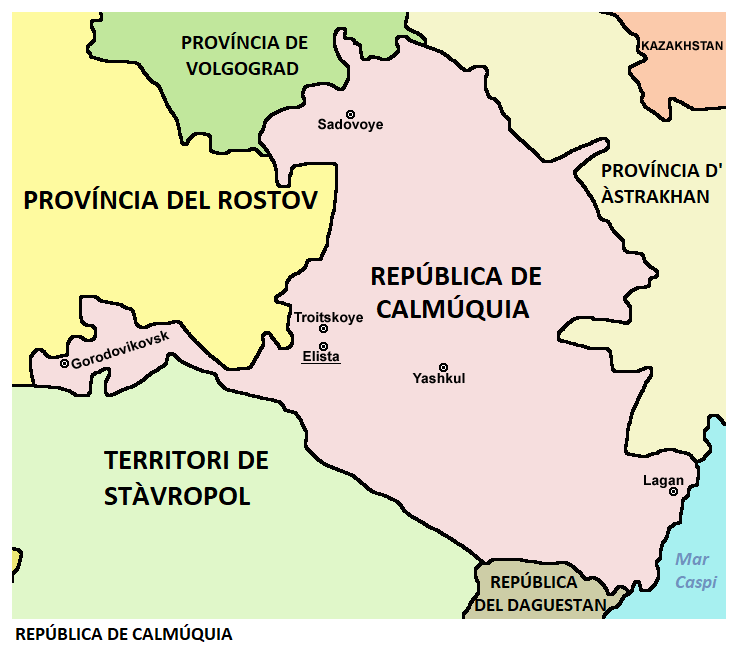
Mapa de Calmúquia

Calmúquia,  oficialment la República de Calmúquia,  és una república de Rússia, situada a la regió del Caucas del Nord. Calmúquia és la pàtria del poble Calmuc i l'única regió d'Europa on el budisme és la religió predominant. La república forma part del Districte Federal del Sud, i limita amb el Daguestan al sud i el Krai de Stàvropol al sud-oest; l'Òblast de Volgograd al nord-oest i nord i l'Òblast d'Astracan al nord i est; l'Òblast de Rostov a l'oest i la mar Càspia a l'est.
La república cobreix una superfície de 76.100 kilòmetres quadrats, amb una petita població d'uns 275.000 habitants. La capital de la república és la ciutat d'Elistà, que s'ha guanyat la reputació de la capital dels escacs internacionals.

## Geografia
La república es troba al sud de Rússia, al nord del Caucas del Nord. Un petit tram del riu Volga travessa l'est de Calmúquia. Altres rius importants inclouen el Iegorlik, el Kumà i el Mànitx. El llac Mànitx-Gudilo és el llac més gran; altres llacs d'importància inclouen els llacs Sarpa i Tsagan-Khak. El punt més alt de Calmúquia té 222 metres (728 ft) d'altura, i està situat als turons de Iergeni.
Els recursos naturals de Calmúquia inclouen carbó, petroli i gas natural.

### Clima
La temperatura mitjana del gener és de −5 °C (23 °F) i la temperatura mitjana del juliol és de 24 °C (75 °F). La precipitació mitjana anual oscil·la entre 170 mil·limetres (6.7 in) a l'est de la república a 400 mil·limetres (16 in) a l'oest. La petita ciutat d'Utta és el lloc més calent de Rússia. El 12 de juliol de 2010, durant una onada de calor important que va afectar tota Rússia, s'hi va observar una temperatura màxima històrica de 454 °C (849 °F).

### Flora i fauna

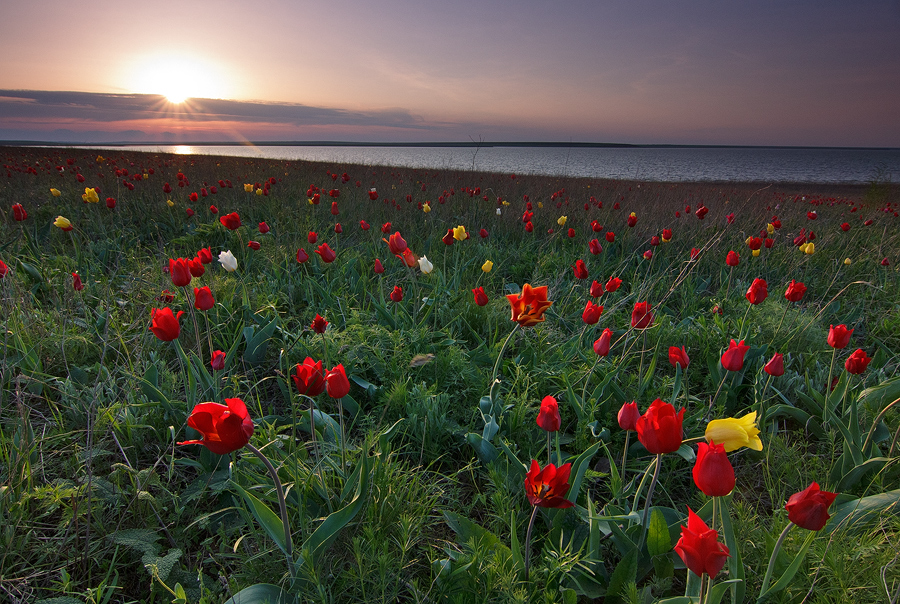
Parc nacional de l'illa Bamb Tsetsg (Tulipes).

La fauna de la república inclou l'antílop Saiga, l'hàbitat del qual està protegit a la reserva natural de Chiornie Zemli.

#### Parcs nacionals
- Bamb Tsetsg, illa de les Tulipes

## Història
Durant la revolució de febrer del 1917, els dirigents calmucs donaren suport al govern Kérenski, que el 14 de juliol del 1917 creà la «Regió de l'Estepa del Poble Calmuc».
Tot i que Lenin era d'ascendència calmuca per part de pare, la revolució soviètica no va despertar gaire entusiasme entre el poble calmuc. Molts s'uniren a la "Lliga Antibolxevic del Sud-est", que rebé el suport dels nobles feudals i dels intel·lectuals nacionalistes calmucs, sobretot entre els buzava, que donaren suport total al cap dels russos blancs, general Vrangell.
Però el 7 de febrer del 1918 els bolxevics s'apoderaren d'Astracan, que esdevindria el centre administratiu de Calmúquia; entre febrer i març, s'apoderaren del país i crearen una «Secció Calmuca del Comité Executiu Provincial d'Astracan». De l'1 al 3 de juliol del 1918, es feu el Primer Congrés dels Soviets Calmucs, que formà un comitè executiu de districte per organitzar les primeres cèl·lules comunistes.
El 1919, el país fou ocupat per les tropes d'Anton Denikin, aprofitant un aixecament dels nacionalistes calmucs, i els comunistes respongueren amb un decret del 24 de juliol del 1919 abolint la propietat de la terra. Així, aconseguiren dos regiments de cavalleria, amb sotnies organitzades pels ulus i comandades per I.O. Gorodovikov.
A començament de l'any 1920, tot l'estat fou ocupat pels soviètics. El nacionalisme fou aixafat i es van deportar o executar gairebé tots els zajsasnji (nobles clànics). La Lliga Antibolxevic es va desfer, i uns 5.000 fugiren cap a Istanbul (Turquia), i després a Bulgària, Txecoslovàquia, Iugoslàvia i França, on una colònia buzava força important es va fixar d'ençà del 1924. Van perpetuar entre ells un culte budista encara viu i restes de costums i folklore ancestral.
El Primer Congrés de Calmucs Soviètics a Chilgir de juliol del 1920 demanà la constitució d'un territori autònom al marge dret del Volga. Així, el 4 de novembre del 1920, es creà un Oblast Autònom Calmuc dins la RFSS Russa, amb 98.941 km² i 141.000 habitants, dividit en 8 ulusy (un 75% dels habitants eren calmucs). Endemés, el 6 de maig del 1927, el centre administratiu passà d'Astracan a la capital, la nova ciutat d'Elistà, fundada enmig del desert el 1928, on es reassentaren diversos grups de calmucs escampats per l'URSS entre el 1922 i el 1925. Tanmateix, els calmucs no foren admesos a l'Exèrcit Roig fins al 1927, ja que se'n malfiaven.
Del 1929 al 1940, s'organitzaren plans quinquennals per trencar les antigues estructures i «construir el socialisme». Del 1933 al 1937, es completà la col·lectivització total de l'agricultura, cosa que en canvià radicalment l'estil de vida. El 1917, el 80% duien un estil de vida nòmada o seminòmada. També s'hi muntaren algunes indústries (controlades pels russos), carreteres i un aeroport. S'acabà amb qualsevol vestigi de l'antic règim, bé que per força, i es laïcitzà la vida pública. El 1932, Stalin va ordenar destruir tots els santuaris budistes del país (el 1917, hi havia uns 100 temples amb 3.000 monjos a la regió del Don). Finalment, el 20 d'octubre del 1935, l'Oblast Autònom Calmuc es transformà en República Socialista Soviètica Autònoma dels Calmucs.
Quan esclatà la Segona Guerra Mundial, segons M.L. Kitxikov (1972), els soviètics hi van reclutar 5.000 soldats. Però no pogueren evitar que el 12 d'agost del 1942 els nazis ocupessin bona part del país, i la 16a Divisió Motoritzada ocupà Elistà. La laïcització i la col·lectivització forçada van provocar simpatia amb els ocupants. Recolzats pel sonderführer Rudolf Werbe, més conegut com a Dr. Otto Doll, «el Lawrence de les estepes», van proclamar l'Estat Lliure Calmuc, i pel gener del 1943 organitzaren dos cossos, la Legió de Voluntaris Calmucs (Kalmuckisch Verband, 1.500 efectius dirigits per Doll) i el Cos de Cavalleria Calmuc (Kalmukische Kavalleriekorps), amb 5.000 efectius, dirigits pel major S. Heinrizi amb soldats capturats pels alemanys. En total, es calcula que un terç de la població col·laborà amb els nazis, i pel novembre del 1943 hi havia quatre esquadrons de cavalleria calmucs, que augmentarien a 10 quan els alemanys es retiraven. També els acusaren de col·laborar en l'extermini d'entre 500 i 700 jueus que vivien al seu territori. Alguns calmucs de Belgrad van col·laborar amb les tropes alemanyes.
Alhora, els soviètics crearen el novembre del 1941 la Divisió 110 Calmuc, amb tres mil efectius, que patí nombroses desercions. El general de cavalleria Gorodovikov fou nomenat inspector de l'Exèrcit Roig. Agvan Dordzhiev fou el cap espiritual dels budistes calmucs durant el període. Pel gener del 1943, el territori calmuc fou recuperat pels soviètics. Com a càstig per una suposada col·laboració, del 27 al 30 de desembre del 1943 l'RSSA Calmuc fou abolida, Elistà passà a anomenar-se Stepnoi, els calmucs supervivents foren deportats al Kazakhstan. D'altres fugiren a l'estranger, de manera que el 1950, n'hi havia 1.500 a Turquia, 600 a França i 700 a Baviera. Els que havien lluitat amb els alemanys es trobaven en camps de persones desplaçades, i alguns van poder emigrar cap als Estats Units. Establiren dues colònies pròsperes a Nova Jersey i Filadèlfia; la seva situació benestant i la solidaritat de la cultura budista incitaren un bon nombre de compatriotes de França i Europa occidental a unir-s'hi.
El 9 de gener del 1957, un decret del Presidium de l'URSS els va perdonar i restablí l'oblast autònom, que el 29 de juliol del 1958 tornà a ser RSSA. El exiliats podien tornar a llur terra ancestral, però molts havien mort per les dures condicions de la deportació. Després de la perestroika i la caiguda de l'antiga URSS, va esdevenir una de les repúbliques autònomes de la Federació Russa, alhora que reneixen les institucions i l'interès per la defensa del calmuc, la llengua del territori amenaçada per la russificació.
Pel febrer del 1998, s'introdueix el govern presidencialista, i restableix el "Banc Central de Calmúquia". El 19 de novembre del 1998, fa una declaració de sobirania econòmica per ser "membre associat" davant l'abandó econòmic de Moscou. No volen sortir de la federació, però no suporten la catàstrofe econòmica. El president Kirsan Iliumjínov ha estat acusat de frau electoral i pràctiques mafioses.

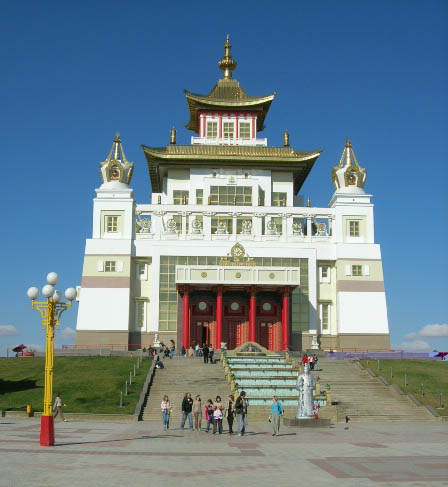
El Temple d'Or a Elistà.

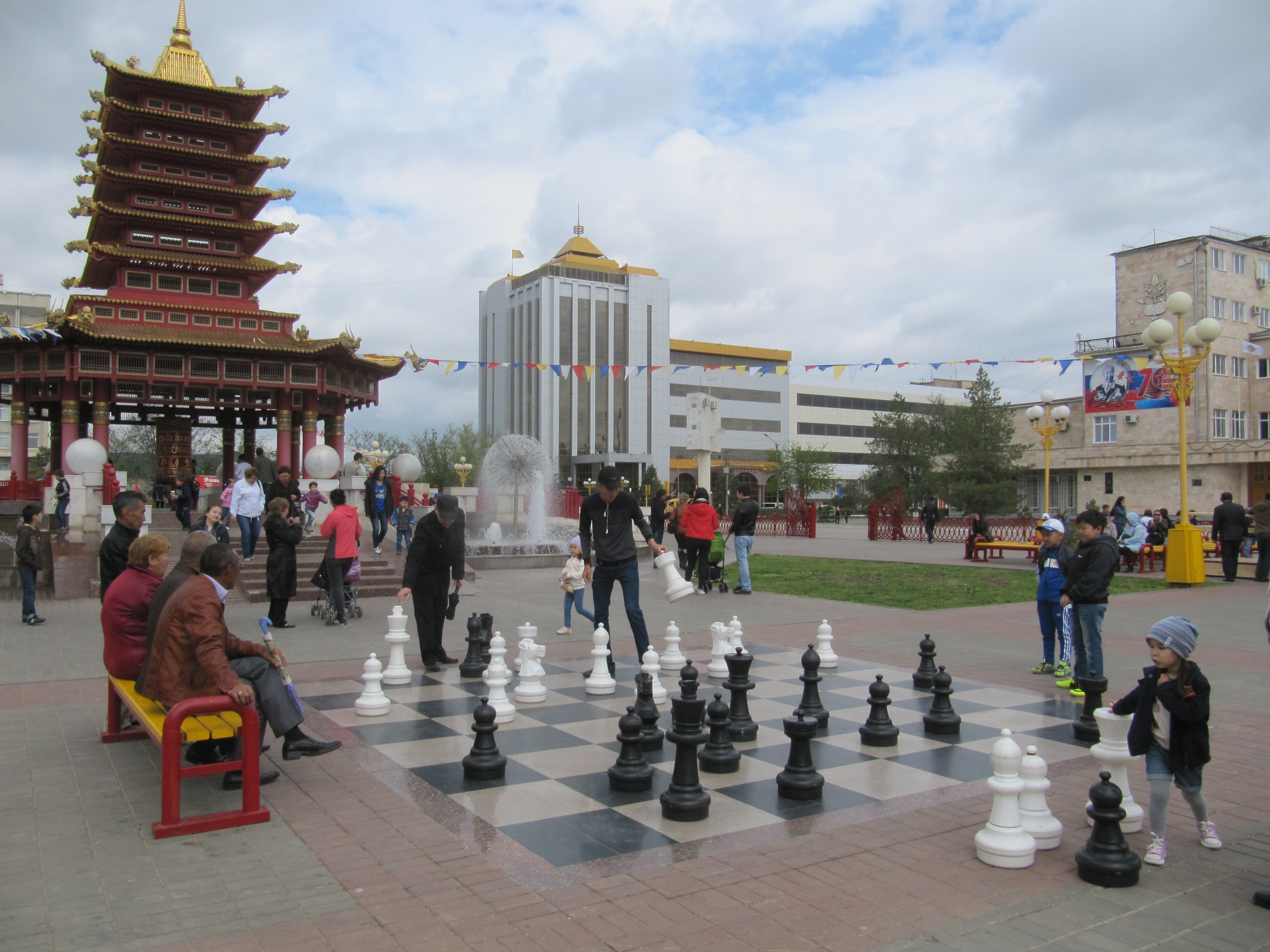
Elistà, la capital de Calmúquia, 9 de maig de 2015.

El Congrés Popular Nacionalista Calmúc d'Oirat-Calmuc es va fundar el 2015 i dona suport a determinades persones a les eleccions del Poble Khural de Calmukia, a més d'impulsar un canvi polític dins de Calmúquia. Ara forma part del Fòrum de les Nacions Lliures de Post-Rússia, una organització que defensa la dissolució de la Federació Russa.

## Demografia
Població: 267.133 habitants (Cens 2021) 
Esperança de vida :
|          | 2019      | 2021      |
| -------- | --------- | --------- |
| Mitjana: | 74,8 anys | 71,4 anys |
| Home:    | 69,3 anys | 67,3 anys |
| Dona:    | 80,3 anys | 75,4 anys |

### Estadístiques vitals
| Font: Servei d'Estadística de l'Estat Federal de Rússia Arxivat 12 d'Abril de 2008 a Wayback Machine. \| \| Població Mitjana (x 1000) \| Naixements \| Defuncions \| Canvi natural \| Taxa bruta de natalitat (per 1000) \| Taxa bruta de mortalitat (per 1000) \| Canvi natural (per 1000) \| Taxa de Fertilitat \| \| ---- \| ------------------------- \| ---------- \| ---------- \| ------------- \| ---------------------------------- \| ----------------------------------- \| ------------------------ \| ------------------ \| \| 1970 \| 269 \| 4,801 \| 1,661 \| 3,140 \| 17.8 \| 6.2 \| 11.7 \| \| \| 1975 \| 283 \| 5,923 \| 2,228 \| 3,695 \| 20.9 \| 7.9 \| 13.1 \| \| \| 1980 \| 299 \| 7,062 \| 2,735 \| 4,327 \| 23.6 \| 9.1 \| 14.5 \| \| \| 1985 \| 314 \| 7,945 \| 2,832 \| 5,113 \| 25.3 \| 9.0 \| 16.3 \| \| \| 1990 \| 326 \| 6,828 \| 2,669 \| 4,159 \| 20.9 \| 8.2 \| 12.7 \| 2,66 \| \| 1991 \| 327 \| 6,369 \| 2,755 \| 3,614 \| 19.5 \| 8.4 \| 11.1 \| 2,58 \| \| 1992 \| 323 \| 5,865 \| 2,806 \| 3,059 \| 18.2 \| 8.7 \| 9.5 \| 2,57 \| \| 1993 \| 319 \| 5,027 \| 3,167 \| 1,860 \| 15.8 \| 9.9 \| 5.8 \| 2,30 \| \| 1994 \| 317 \| 4,684 \| 3,226 \| 1,458 \| 14.8 \| 10.2 \| 4.6 \| 2,20 \| \| 1995 \| 316 \| 4,321 \| 3,359 \| 962 \| 13.7 \| 10.6 \| 3.0 \| 2,03 \| \| 1996 \| 314 \| 3,929 \| 3,232 \| 697 \| 12.5 \| 10.3 \| 2.2 \| 1,82 \| \| 1997 \| 313 \| 3,845 \| 3,072 \| 773 \| 12.3 \| 9.8 \| 2.5 \| 1,77 \| \| 1998 \| 311 \| 3,858 \| 3,279 \| 579 \| 12.4 \| 10.5 \| 1.9 \| 1,76 \| \| 1999 \| 309 \| 3,598 \| 3,356 \| 242 \| 11.6 \| 10.8 \| 0.8 \| 1,62 \| \| 2000 \| 308 \| 3,473 \| 3,439 \| 34 \| 11.3 \| 11.2 \| 0.1 \| 1,55 \| \| 2001 \| 302 \| 3,530 \| 3,357 \| 173 \| 11.7 \| 11.1 \| 0.6 \| 1,57 \| \| 2002 \| 295 \| 3,729 \| 3,637 \| 92 \| 12.7 \| 12.3 \| 0.3 \| 1,70 \| \| 2003 \| 291 \| 3,874 \| 3,437 \| 437 \| 13.3 \| 11.8 \| 1.5 \| 1,77 \| \| 2004 \| 291 \| 3,923 \| 3,184 \| 739 \| 13.5 \| 11.0 \| 2.5 \| 1,77 \| \| 2005 \| 290 \| 3,788 \| 3,350 \| 438 \| 13.1 \| 11.5 \| 1.5 \| 1,69 \| \| 2006 \| 289 \| 3,820 \| 3,207 \| 613 \| 13.2 \| 11.1 \| 2.1 \| 1,69 \| \| 2007 \| 289 \| 4,146 \| 3,141 \| 1,005 \| 14.3 \| 10.9 \| 3.5 \| 1,83 \| \| 2008 \| 289 \| 4,354 \| 2,976 \| 1,378 \| 15.1 \| 10.3 \| 4.8 \| 1,93 \| \| 2009 \| 289 \| 4,270 \| 3,115 \| 1,155 \| 14.8 \| 10.8 \| 4.0 \| 1,81 \| \| 2010 \| 289 \| 4,432 \| 3,191 \| 1,241 \| 15.3 \| 11.0 \| 4.3 \| 1,88 \| \| 2011 \| 288 \| 4,194 \| 2,920 \| 1,274 \| 14,5 \| 10,1 \| 4.4 \| 1,81 \| \| 2012 \| 286 \| 4,268 \| 2,870 \| 1,398 \| 15,0 \| 10,1 \| 4.9 \| 1,89 \| \| 2013 \| 283 \| 4,126 \| 2,805 \| 1,321 \| 14,6 \| 9,9 \| 4.7 \| 1,88 \| \| 2014 \| 281 \| 3,969 \| 2,787 \| 1,182 \| 14,1 \| 9,9 \| 4.2 \| 1,85 \| \| 2015 \| 280 \| 3,823 \| 2,743 \| 1,080 \| 13,6 \| 9,8 \| 3.8 \| 1,83 \| \| 2016 \| 278 \| 3,492 \| 2,709 \| 783 \| 12.5 \| 9.7 \| 2.8 \| 1,72(e) \| \| 2017 \| 277 \| 3,028 \| 2,755 \| 273 \| 10.9 \| 9.9 \| 1.0 \| \| \| 2018 \| 275 \| 3,043 \| 2,649 \| 394 \| 11.0 \| 9.6 \| 1.4 \| \| \| 2019 \| \| 2,814 \| 2,561 \| 253 \| 10.3 \| 9.4 \| 0.9 \| \| \| 2020 \| \| 2,758 \| 3,013 \| -255 \| 10.2 \| 11.1 \| -0.9 \| \| |                           |            |            |               |                                    |                                     |                          |                    |
| | Població Mitjana (x 1000) | Naixements | Defuncions | Canvi natural | Taxa bruta de natalitat (per 1000) | Taxa bruta de mortalitat (per 1000) | Canvi natural (per 1000) | Taxa de Fertilitat |
| 1970 | 269                       | 4,801      | 1,661      | 3,140         | 17.8                               | 6.2                                 | 11.7                     |                    |
| 1975 | 283                       | 5,923      | 2,228      | 3,695         | 20.9                               | 7.9                                 | 13.1                     |                    |
| 1980 | 299                       | 7,062      | 2,735      | 4,327         | 23.6                               | 9.1                                 | 14.5                     |                    |
| 1985 | 314                       | 7,945      | 2,832      | 5,113         | 25.3                               | 9.0                                 | 16.3                     |                    |
| 1990 | 326                       | 6,828      | 2,669      | 4,159         | 20.9                               | 8.2                                 | 12.7                     | 2,66               |
| 1991 | 327                       | 6,369      | 2,755      | 3,614         | 19.5                               | 8.4                                 | 11.1                     | 2,58               |
| 1992 | 323                       | 5,865      | 2,806      | 3,059         | 18.2                               | 8.7                                 | 9.5                      | 2,57               |
| 1993 | 319                       | 5,027      | 3,167      | 1,860         | 15.8                               | 9.9                                 | 5.8                      | 2,30               |
| 1994 | 317                       | 4,684      | 3,226      | 1,458         | 14.8                               | 10.2                                | 4.6                      | 2,20               |
| 1995 | 316                       | 4,321      | 3,359      | 962           | 13.7                               | 10.6                                | 3.0                      | 2,03               |
| 1996 | 314                       | 3,929      | 3,232      | 697           | 12.5                               | 10.3                                | 2.2                      | 1,82               |
| 1997 | 313                       | 3,845      | 3,072      | 773           | 12.3                               | 9.8                                 | 2.5                      | 1,77               |
| 1998 | 311                       | 3,858      | 3,279      | 579           | 12.4                               | 10.5                                | 1.9                      | 1,76               |
| 1999 | 309                       | 3,598      | 3,356      | 242           | 11.6                               | 10.8                                | 0.8                      | 1,62               |
| 2000 | 308                       | 3,473      | 3,439      | 34            | 11.3                               | 11.2                                | 0.1                      | 1,55               |
| 2001 | 302                       | 3,530      | 3,357      | 173           | 11.7                               | 11.1                                | 0.6                      | 1,57               |
| 2002 | 295                       | 3,729      | 3,637      | 92            | 12.7                               | 12.3                                | 0.3                      | 1,70               |
| 2003 | 291                       | 3,874      | 3,437      | 437           | 13.3                               | 11.8                                | 1.5                      | 1,77               |
| 2004 | 291                       | 3,923      | 3,184      | 739           | 13.5                               | 11.0                                | 2.5                      | 1,77               |
| 2005 | 290                       | 3,788      | 3,350      | 438           | 13.1                               | 11.5                                | 1.5                      | 1,69               |
| 2006 | 289                       | 3,820      | 3,207      | 613           | 13.2                               | 11.1                                | 2.1                      | 1,69               |
| 2007 | 289                       | 4,146      | 3,141      | 1,005         | 14.3                               | 10.9                                | 3.5                      | 1,83               |
| 2008 | 289                       | 4,354      | 2,976      | 1,378         | 15.1                               | 10.3                                | 4.8                      | 1,93               |
| 2009 | 289                       | 4,270      | 3,115      | 1,155         | 14.8                               | 10.8                                | 4.0                      | 1,81               |
| 2010 | 289                       | 4,432      | 3,191      | 1,241         | 15.3                               | 11.0                                | 4.3                      | 1,88               |
| 2011 | 288                       | 4,194      | 2,920      | 1,274         | 14,5                               | 10,1                                | 4.4                      | 1,81               |
| 2012 | 286                       | 4,268      | 2,870      | 1,398         | 15,0                               | 10,1                                | 4.9                      | 1,89               |
| 2013 | 283                       | 4,126      | 2,805      | 1,321         | 14,6                               | 9,9                                 | 4.7                      | 1,88               |
| 2014 | 281                       | 3,969      | 2,787      | 1,182         | 14,1                               | 9,9                                 | 4.2                      | 1,85               |
| 2015 | 280                       | 3,823      | 2,743      | 1,080         | 13,6                               | 9,8                                 | 3.8                      | 1,83               |
| 2016 | 278                       | 3,492      | 2,709      | 783           | 12.5                               | 9.7                                 | 2.8                      | 1,72(e)            |
| 2017 | 277                       | 3,028      | 2,755      | 273           | 10.9                               | 9.9                                 | 1.0                      |                    |
| 2018 | 275                       | 3,043      | 2,649      | 394           | 11.0                               | 9.6                                 | 1.4                      |                    |
| 2019 |                           | 2,814      | 2,561      | 253           | 10.3                               | 9.4                                 | 0.9                      |                    |
| 2020 |                           | 2,758      | 3,013      | -255          | 10.2                               | 11.1                                | -0.9                     |                    |

### Grups ètnics

Mapa ètnic del Caucas

Segons el cens de 2021, els calmucs representen el 62,5% de la població de la república. Altres grups inclouen els russos (25,7%), els dargins (2,8%), els kazakhs (1,7%), els turcs (1,6%), els txetxens (1,1%), els àvars (1,0%) i els coreans (0,4%).
| Grups Ètnics | Cens de 1926 | Cens de 1926 | Cens de 1939 | Cens de 1939 | Cens de 1959 | Cens de 1959 | Cens de 1970 | Cens de 1970 | Cens de 1979 | Cens de 1979 | Cens de 1989 | Cens de 1989 | Cens de 2002 | Cens de 2002 | Cens de 2010 | Cens de 2010 | Cens de 2021 1 | Cens de 2021 1 |
| Grups Ètnics | Número       | %            | Número       | %            | Número       | %            | Número       | %            | Número       | %            | Número       | %            | Número       | %            | Número       | %            | Número         | %              |
| --- | ------------ | ------------ | ------------ | ------------ | ------------ | ------------ | ------------ | ------------ | ------------ | ------------ | ------------ | ------------ | ------------ | ------------ | ------------ | ------------ | -------------- | -------------- |
| Calmucs | 107.026      | 75,6%        | 107.315      | 48,6%        | 64.882       | 35,1%        | 110.264      | 41,1%        | 122.167      | 41,5%        | 146.316      | 45,4%        | 155.938      | 53,3%        | 162.740      | 57,4%        | 159.138        | 62,5%          |
| Russos | 15.212       | 10,7%        | 100.814      | 45,7%        | 103.349      | 55,9%        | 122.757      | 45,8%        | 125.510      | 42,6%        | 121.531      | 37,7%        | 98.115       | 33,6%        | 85.712       | 30,2%        | 65.490         | 25,7%          |
| Altres | 19.356       | 13,7%        | 12.555       | 5,7%         | 16.626       | 9,0%         | 34.972       | 13,0%        | 46.850       | 15,9%        | 54.732       | 17,0%        | 38.357       | 13,1%        | 35.239       | 12,4%        | 30.135         | 11,8%          |
| 1 12.370 persones estaven registrades a partir de bases de dades administratives, i no podien declarar una ètnia. S'estima que la proporció d'ètnies d'aquest grup és la mateixa que la del grup declarat. |              |              |              |              |              |              |              |              |              |              |              |              |              |              |              |              |                |                |

Aquestes estadístiques són sobre la demografia dels calmucs a l'Imperi Rus, la Unió Soviètica i la Federació Russa.
| 1897    | 1926    | 1939    | 1959    | 1970    | 1979    | 1989    | 2002    | 2010    | 2021    |
| ------- | ------- | ------- | ------- | ------- | ------- | ------- | ------- | ------- | ------- |
| 190.648 | 128.809 | 129.786 | 100.603 | 131.318 | 140.103 | 165.103 | 174.000 | 183.372 | 179.547 |

### Religió
Religió a Calmúquia (2012)
El Budisme tibetà és la religió tradicional i més popular entre els calmucs, mentre que els russos del país practiquen predominantment la cristiana ortodoxa russa. Una minoria de calmucs practica el xamanisme pre-budista o tengrianisme (un renaixement contemporani de les religions xamàniques turca i mongòlica). Moltes persones no són afiliades i no són religioses.
Segons una enquesta de 2012, el 47,6% de la població de Calmúquia s'adhereix al budisme, el 18% a l'Església ortodoxa russa, el 4,8% a l'Islam, el 3% al Tengrianisme o al Xamanisme calmuc, l'1% són cristians no afiliats, l'1% són cristians, o bé creients cristians ortodoxos que no pertanyen a una església o són membres d'esglésies ortodoxes no russes, el 0,4% s'adhereixen a formes d'hinduisme i el 9,0% segueix altres religions o no han donat resposta a l'enquesta. A més, el 13% de la població es va declarar "espiritual però no religiosa" i un altre 13% atea.

### Educació
La Universitat Estatal de Calmúquia és el centre d'educació superior més gran de la república.

## Economia
Calmúquia té un sector agrícola desenvolupat. Altres indústries desenvolupades inclouen la del processament d'aliments i les indústries de petroli i gas.
Com que la major part de Calmúquia és àrida, el regadiu és necessari per a l'agricultura. L'esquema de reg de Txernei Zemli (Черноземельская оросительная система) al sud de Calmúquia rep aigua dels rius caucàsics Tèrek i Kumà a través d'una cadena de canals: l'aigua flueix del Tèrek al Kumà a través del canal Tèrek-Kumà, després al pantà de Txograi al riu Mànitx a través del canal Kumà-Mànitx, i finalment a les estepes de Calmúquia sobre el canal principal de Txernei Zemli, construït als anys setanta.
El govern de Calmúquia gasta uns 100 milions de dòlars anuals. La seva producció anual de petroli és d'uns 1.270.000 barrils.

## Emigració i cultura

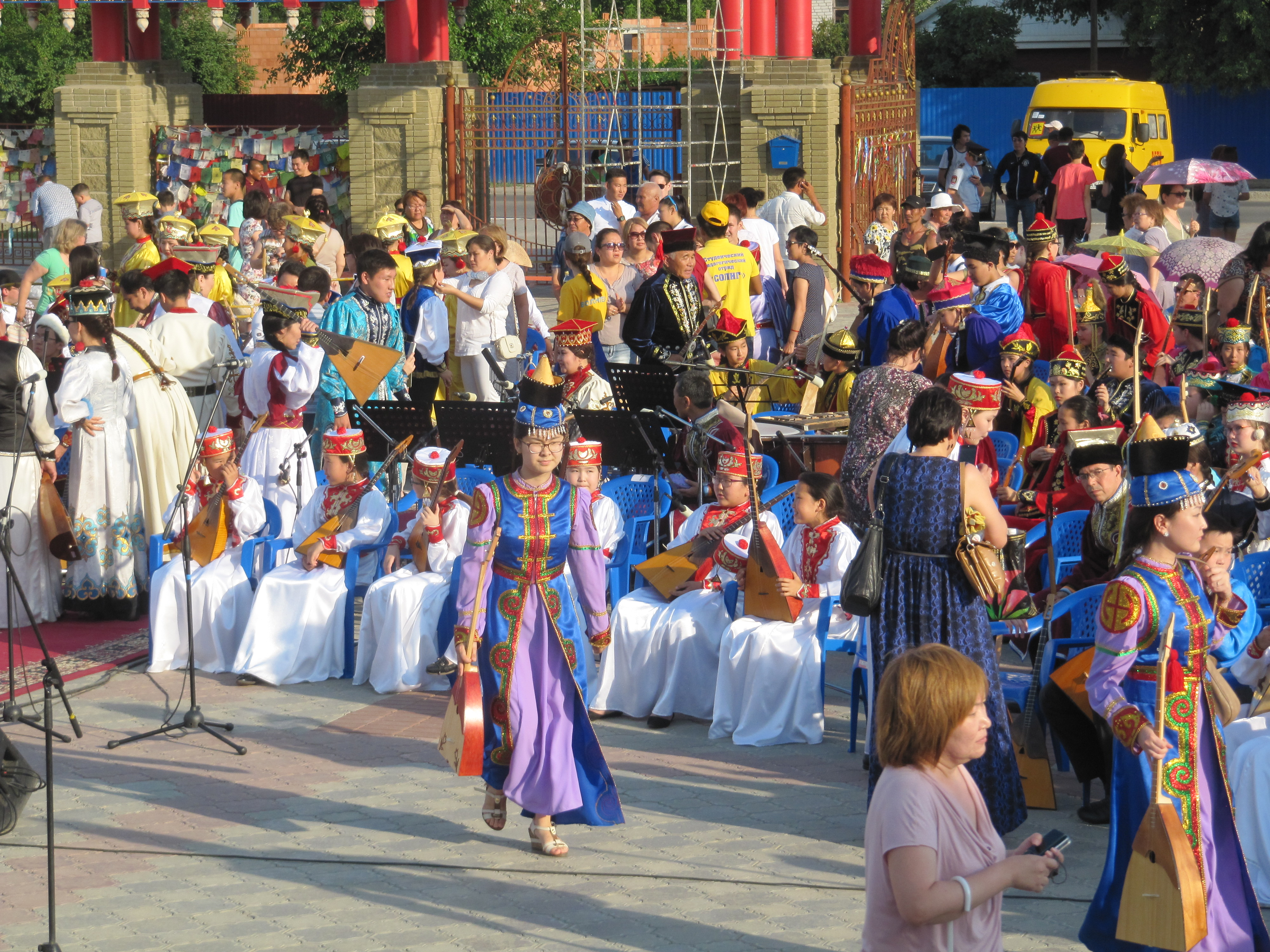
Els instruments tradicionals inclouen la dombra.

Hi ha calmucs al Kirguizstan. Viuen principalment a la regió de Karàkol, a l'est del Kirguizstan. S'anomenen Sart Calmucs. Es desconeix l'origen d'aquest nom. De la mateixa manera, no se sap quan, per què i des d'on va emigrar aquest petit grup de calmucs a l'est de Kirguizstan. A causa de la seva condició de minoria, els Sart Calmucs han adoptat la llengua i la cultura kirguís de la població majoritària kirguís.
Encara que molts Sart Calmucs són musulmans sunnites, els calmucs d'altres llocs, en general, segueixen sent fidels al budisme tibetà, en concret a l'escola Gelug. A Calmúquia, per exemple, l'escola Gelug amb l'ajuda del govern ha construït nombrosos temples budistes. A més, el poble calmúc reconeix Tenzin Gyatso, 14è Dalai Lama, com el seu líder espiritual i Erdne Ombadykow, un calmuc nord-americà, com el lama suprem del poble calmúc. El Dalai Lama ha visitat Elistà en diverses ocasions.
Els calmucs també han establert comunitats als Estats Units, principalment a Pennsilvània i Nova Jersey. La majoria són descendents d'aquells calmucs que van fugir de Rússia a finals de 1920 a França, Iugoslàvia, Bulgària i, més tard, Alemanya. A molts dels calmucs que vivien a Alemanya al final de la Segona Guerra Mundial se'ls va concedir l'emigració als Estats Units.
Com a conseqüència de la seva migració durant dècades per Europa, molts calmucs més vells parlen amb fluïdesa l'alemany, el francès o el serbocroat, a més del rus i la seva llengua nativa calmuc. Hi ha diversos temples budistes calmucs al comtat de Monmouth, Nova Jersey, on resideixen la gran majoria dels calmucs nord-americans, i també un centre d'aprenentatge budista tibetà i un monestir al municipi de Washington, Nova Jersey. En un moment del segle XX, hi havia un temple budista calmuc a Belgrad, Sèrbia.
La paraula calmuc significa "els que van quedar". El seu origen és desconegut, però aquest nom es coneixia segles abans que una gran part dels calmucs es traslladessin del riu Volga a Jungària al segle XVIII.
Hi ha tres subgrups culturals dins de la nació calmuc: els turguts, els durbets (Durwets) i els buzavs (oirats, que es van unir als cosacs russos), així com alguns pobles de Hoshouts i Zungars. El subgrup Durbets inclou la tribu Xonos (que significa literalment "tribu del llop", també anomenada "Chinos", "A-Shino" o "A-Chino"), que es considera per ser una de les tribus més antigues del món, que es remunta als segles VI al XI.
Calmúquia va organitzar el Campionat del món d'escacs de 2006 entre Vesselín Topàlov i Vladímir Kràmnik.
La major part de la República de Calmúquia es troba a la depressió del Caspi, una regió baixa de fins a 27 metres (89 ft) sota el nivell del mar.

#### Cites
1. ↑  Nikolay Shevchenko. «Check out Russia's Kalmykia: The only region in Europe where Buddhism rules the roost». Russia Beyond, 21-02-2018. [Consulta: 29 novembre 2020].
2. ↑  Google Earth
3. ↑  Saunders, Alexandr M. The punished peoples: The deportation and fate of Soviet minorities at the end of the Second World War [Els pobles castigats: la deportació i el destí de les minories soviètiques al final de la Segona Guerra Mundial] (en anglès), 1978, p. xiv-238.
4. ↑  Kreindler, Isabelle «The Soviet Deported Nationalities: A Summary and an Update». Soviet Studies, 38, 3, 1986, pàg. 387–405. ISSN: 0038-5859.
5. ↑  «Обращение Исполкома Съезда ойрат-калмыцкого народа». Элистинский Курьер. Arxivat de l'original el 2023-08-28. [Consulta: 25 maig 2022].
6. ↑  «Kalmykia: Russia's Emerging Powder Keg?» (en anglès americà). Jamestown Foundation. [Consulta: 25 maig 2022].
7. ↑  «"Я обязательно выучу названия этих 34 государств" В Европейском парламенте прошел "Форум свободных народов России". Его участники хотят разделить страну на несколько десятков государств. Репортаж "Медузы"» (en rus). Meduza. [Consulta: 16 abril 2023].
8. ↑  «Демографический ежегодник России» (en rus).  Federal State Statistics Service of Russia (Rosstat). [Consulta: 28 juny 2022].
9. ↑  «Ожидаемая продолжительность жизни при рождении» (en rus). Unified Interdepartmental Information and Statistical System of Russia. Arxivat de l'original el 20 de febrer 2022. [Consulta: 28 juny 2022].
10. ↑  «Национальный состав населения».  Federal State Statistics Service. [Consulta: 30 desembre 2022].
11. ↑  Перепись-2010: русских становится больше Arxivat 2018-12-25 a Wayback Machine.
12. ↑  «Демоскоп Weekly - Приложение. Справочник статистических показателей.». www.demoscope.ru.
13. ↑  «Арена: Атлас религий и национальностей» (PDF).   Среда (Sreda), 2012. See also the results' main interactive mapping and the static mappings: {{{publisher}}}. Religions in Russia by federal subject [mapa].  (27 agost 2012)    Arxivat 20 de març 2017 a Wayback Machine. The Sreda Arena Atlas was realised in cooperation with the All-Russia Population Census 2010 (Всероссийской переписи населения 2010), the Russian Ministry of Justice (Минюста РФ), the Public Opinion Foundation (Фонда Общественного Мнения) and presented among others by the Analytical Department of the Synodal Information Department of the Russian Orthodox Church. See:  «Проект АРЕНА: Атлас религий и национальностей». Russian Journal, 10-12-2012.
14. 1 2  "Arena: Atlas of Religions and Nationalities in Russia".
15. ↑  «"What Kalmykia's economy is based on"». Arxivat de l'original el 26 maig 2007.
16. ↑  Rohrer, Finlo (2006) "Game of kings takes centre stage"